# Markt Indersdorf
Markt Indersdorf er en købstad i Landkreis Dachau, i Regierungsbezirk Oberbayern i den tyske delstat Bayern, med godt 10.000 indbyggere.

## Historie
Byen er kendt i mere end 1000 år, og er nævnt allerede i 972 , og nogle stednavne i kommunen allerede i 700-tallet.
Markt Indersdorf er vokset op omkring augustinerklosteret Kloster Indersdorf der blev grundlagt i 1120.

## Inddeling
I Markt Indersdorf ligger følgende landsbyer og bebyggelser:
Aberl, Ainhofen, Ainried, Albersbach, Arnzell, Berg, Brand, Eglersried, Eichhofen, Eichstock, Engelbrechtsmühle, Erl, Frauenhofen, Gittersbach, Glonn, Grainhof, Gundackersdorf, Harreszell, Hartwigshausen, Häusern, Hirtlbach, Hörgenbach, Karpfhofen, Kattalaich, Kleinschwabhausen, Kloster Indersdorf, Kreut, Langenpettenbach, Lanzenried, Lochhausen, Markt Indersdorf, Neuried, Neusreuth, Niederroth, Oberainried, Obergeiersberg, Obermoosmühl, Ottmarshart, Puch, Ried, Riedhof, Schönberg, Senkenschlag, Siechhäusern, Stachusried, Stangenried, Straßbach, Tafern, Tiefenlachen, Unterainried, Untergeiersberg, Untermoosmühle, Wagenried, Weil, Wengenhausen, Westerholzhausen, Weyhern, Wildmoos, Wöhr.